# Magdalena Álvarez
Magdalena Álvarez Arza (ur. 15 lutego 1952 w San Fernando) – hiszpańska polityk i ekonomistka, była minister robót publicznych, od 2009 do 2010 deputowana do Parlamentu Europejskiego.

## Życiorys
Ukończyła studia z zakresu ekonomii i biznesu na Uniwersytecie Complutense w Madrycie, doktoryzowała się na tej samej uczelni. Od 1977 do 1990 prowadziła zajęcia na Universidad Nacional de Educación a Distancia (uniwersytecie studiów zaocznych), w latach 80. wykładała też m.in. w Instytucie Studiów Podatkowych.
W 1979 uzyskała uprawnienia inspektora podatkowego. Pracowała w administracji podatkowej, objęła stanowisko głównego inspektora podatkowego prowincji Málaga. W 1994 wybrano ją do parlamentu Andaluzji, w tym samym roku w rządzie regionalnym została ministrem gospodarki. Urząd ten sprawowała nieprzerwanie przez dziesięć lat.
W 2004 i 2008 z listy Hiszpańskiej Socjalistycznej Partii Robotniczej uzyskiwała mandat posłanki do Kongresu Deputowanych. W 2004 została przewodniczącą PSOE w prowincji Málaga. W tym samym roku w pierwszym rządzie José Luisa Zapatero powołano ją na stanowisko ministra robót publicznych. Funkcję tę pełniła przez pięć lat.
W wyborach w 2009 z ramienia PSOE uzyskała mandat posłanki do Parlamentu Europejskiego. W PE przystąpiła do grupy Postępowego Sojuszu Socjalistów i Demokratów, wybrano ją też do Komisji Transportu i Turystyki. Rok później odeszła z PE, obejmując stanowisko wiceprezesa Europejskiego Banku Inwestycyjnego, które zajmowała do 2014.